# Rhaphidostegium microstegium
Rhaphidostegium microstegium là một loài rêu trong họ Sematophyllaceae. Loài này được Schimp. ex Besch. mô tả khoa học đầu tiên năm 1876.